# Амфион
Амфион (др.-греч. Ἀμφίων, «вездесущий») — в древнегреческой мифологии царь Фив, сын Зевса и Антиопы, брат-близнец Зефа, муж Ниобы, отец семи сыновей и семи дочерей (другие версии о числе детей см. Ниоба).
Его мать Антиопа, будучи беременной от Зевса (который соблазнил ее в облике сатира), страшась гнева своего отца Никтея, бежала в город Сикион, где вышла замуж за Эпопея. Никтей перед смертью попросил брата Лика отомстить Антиопе. Лик отправился в Сикион и взял в плен Антиопу, убив её мужа. По дороге в Фивы она родила двух близнецов — Амфиона и Зефа, зачатых от Зевса. Младенцы были оставлены на произвол судьбы у горы Киферон, где их нашёл и воспитал пастух. Амфион, которому бог Гермес подарил лиру, стал кифаредом. До воцарения жил с братом в селении Евтресия в области Феспий. Прославился как музыкант: научился у лидийцев музыке и к 4 струнам лиры добавил три. Как утверждается в поэме «Европия» древнегреческого поэта архаической эпохи Евмела Коринфского, Гермес обучил Амфиона играть на лире и петь, так что тот в дальнейшем привлекал музыкой и пением зверей и даже камни. Согласно поэтессе Миро, воздвиг жертвенник Гермесу и получил лиру. Пел пеаны на Аракинфе, в гимнах называл Эфир Зевсом.
Лик, правитель Фив, двадцать лет держал Антиопу в заточении и жестоко обращался с ней; его жена Дирка также всячески третировала её. Наконец женщине удалось бежать, и она нашла своих уже взрослых сыновей. Юноши, узнав о своём происхождении и о перенесённых матерью страданиях, затем захватили город Фивы. Вместе с братом Амфион убил Лика, а Дирку привязали к быку, и она погибла, влекомая бегущим могучим животным. Братья укрепили Фивы стенами — камни во время строительства сами двигались под звуки лиры Амфиона. Амфион загадал афинянам загадку о черепахе. По Гомеру, Зеф и Амфион первые построили Фивы, причём, по утверждению некоего египтянина, на звуки песен Амфиона приходили камни. По более позднему истолкованию, братья собрали войско и победили в сражении Лика; через какое-то время моровая язва опустошила дом Амфиона. Он был женат на Ниобе. По одной из версий мифа, назвал ворота в честь своих семи дочерей.
Погиб от стрел Аполлона и Артемиды либо покончил с собой после гибели сыновей. Когда хотел разорить святилище Аполлона, был убит стрелами бога. Его дом был сожжен.
Амфион и Зеф были погребены в общей могиле в Фивах. Камни, составляющие её основание, — те самые, что двигались под звук его песен. Следуя предсказанию Бакида, жители Тифореи пытаются похитить некоторое количество земли с места упокоения братьев и возложить её на могилу их матери Антиопы в период, когда солнце проходит через созвездие Тельца, чтобы поля принесли им богатый урожай. См. Нонн. Деяния Диониса V 66.
Амфион входит в число действующих лиц трагедий Еврипида «Антиопа» и Софокла «Ниоба».